# Amalda dimidiata
Amalda dimidiata is een slakkensoort uit de familie van de Olividae. De wetenschappelijke naam van de soort is voor het eerst geldig gepubliceerd in 1859 door G.B. Sowerby II.